# Coppa Italia 2017-2018 (pallavolo femminile)
La Coppa Italia 2017-2018 si è svolta dal 20 dicembre 2017 al 18 febbraio 2018: al torneo hanno partecipato otto squadre di club italiane e la vittoria finale è andata per la seconda volta all'AGIL.

## Regolamento
Le squadre hanno disputato quarti di finale, giocati con gare di andata e ritorno (viene disputato un golden set in caso di stesso quoziente set), semifinali e finale.

## Squadre partecipanti
| Squadra         | Qualificazione                          | Ultima partecipazione |
| --------------- | --------------------------------------- | --------------------- |
| AGIL            | 2ª al girone di andata Serie A1 2017-18 | Coppa Italia 2016-17  |
| UYBA            | 4ª al girone di andata Serie A1 2017-18 | Coppa Italia 2016-17  |
| Imoco           | 1ª al girone di andata Serie A1 2017-18 | Coppa Italia 2016-17  |
| Savino Del Bene | 3ª al girone di andata Serie A1 2017-18 | Coppa Italia 2016-17  |
| Pesaro          | 7ª al girone di andata Serie A1 2017-18 | Debutto               |
| Pro Victoria    | 6ª al girone di andata Serie A1 2017-18 | Debutto               |
| River           | 5ª al girone di andata Serie A1 2017-18 | Coppa Italia 2016-17  |
| San Casciano    | 8ª al girone di andata Serie A1 2017-18 | Debutto               |

## Torneo

### Tabellone
|  | Quarti | Quarti          | Quarti | Quarti |  |   | Semifinali | Semifinali   | Semifinali |  |   | Finale | Finale | Finale |
|  |        |                 |        |        |  |   |            |              |            |  |   |        |        |        |
|  | 1      | Imoco           | 3      | 2      |  |   |            |              |            |  |   |        |        |        |
|  | 1      | Imoco           | 3      | 2      |  |   |            |              |            |  |   |        |        |        |
|  | 8      | San Casciano    | 0      | 3      |  |   |            |              |            |  |   |        |        |        |
|  | 8      | San Casciano    | 0      | 3      |  | 1 | Imoco      | 3            |            |  |   |        |        |        |
|  |        |                 |        |        |  | 1 | Imoco      | 3            |            |  |   |        |        |        |
|  |        |                 |        |        |  |   | 4          | UYBA         | 0          |  |   |        |        |        |
|  | 4      | UYBA            | 2      | 3      |  |   | 4          | UYBA         | 0          |  |   |        |        |        |
|  | 4      | UYBA            | 2      | 3      |  |   |            |              |            |  |   |        |        |        |
|  | 5      | River           | 3      | 1      |  |   |            |              |            |  |   |        |        |        |
|  | 5      | River           | 3      | 1      |  |   |            |              |            |  | 1 | Imoco  | 1      |        |
|  |        |                 |        |        |  |   |            |              |            |  | 1 | Imoco  | 1      |        |
|  |        |                 |        |        |  |   |            |              |            |  |   | 2      | AGIL   | 3      |
|  | 2      | AGIL            | 3      | 3      |  |   |            |              |            |  |   | 2      | AGIL   | 3      |
|  | 2      | AGIL            | 3      | 3      |  |   |            |              |            |  |   |        |        |        |
|  | 7      | Pesaro          | 0      | 0      |  |   |            |              |            |  |   |        |        |        |
|  | 7      | Pesaro          | 0      | 0      |  | 2 | AGIL       | 3            |            |  |   |        |        |        |
|  |        |                 |        |        |  | 2 | AGIL       | 3            |            |  |   |        |        |        |
|  |        |                 |        |        |  |   | 6          | Pro Victoria | 2          |  |   |        |        |        |
|  | 3      | Savino Del Bene | 0      | 3      |  |   | 6          | Pro Victoria | 2          |  |   |        |        |        |
|  | 3      | Savino Del Bene | 0      | 3      |  |   |            |              |            |  |   |        |        |        |
|  | 6      | Pro Victoria    | 3      | 2      |  |   |            |              |            |  |   |        |        |        |
|  | 6      | Pro Victoria    | 3      | 2      |  |   |            |              |            |  |   |        |        |        |

### Risultati

#### Quarti di finale

##### Andata
| 20 dicembre 2017 Nelson Mandela Forum, Firenze Durata: 1h:15 - Spettatori: 300 | San Casciano | 0 - 3 | Imoco           | 20-25, 19-25, 17-25               |
| 21 dicembre 2017 PalaPanini, Modena Durata: 2h:07 - Spettatori: 1 328          | River        | 3 - 2 | UYBA            | 25-20, 27-29, 20-25, 25-20, 15-10 |
| 20 dicembre 2017 PalaCampanara, Pesaro Durata: 1h:12 - Spettatori: 600         | Pesaro       | 0 - 3 | AGIL            | 20-25, 16-25, 23-25               |
| 20 dicembre 2017 Palazzetto dello Sport, Monza Durata: 1h:14 - Spettatori: 390 | Pro Victoria | 3 - 0 | Savino Del Bene | 25-14, 25-21, 25-21               |

##### Ritorno
| 30 dicembre 2017 PalaVerde, Villorba Durata: 2h:02 - Spettatori: 3 731               | Imoco           | 2 - 3 | San Casciano | 27-29, 27-29, 26-24, 25-21, 8-15  |
| 30 dicembre 2017 PalaYamamay, Busto Arsizio Durata: 1h:47 - Spettatori: 2 517        | UYBA            | 3 - 1 | River        | 26-24, 24-26, 25-21, 25-14        |
| 30 dicembre 2017 PalaTerdoppio, Novara Durata: 1h:10 - Spettatori: 1 500             | AGIL            | 3 - 0 | Pesaro       | 25-20, 25-17, 25-18               |
| 30 dicembre 2017 Palazzetto dello Sport, Scandicci Durata: 2h:01 - Spettatori: 1 000 | Savino Del Bene | 3 - 2 | Pro Victoria | 25-13, 25-16, 19-25, 26-28, 15-13 |

#### Semifinali
| 17 febbraio 2018 PalaDozza, Bologna Durata: 1h:35 - Spettatori: 3 632 | Imoco | 3 - 0 | UYBA         | 25-16, 27-25, 30-28               |
| 17 febbraio 2018 PalaDozza, Bologna Durata: 2h:11 - Spettatori: 3 632 | AGIL  | 3 - 2 | Pro Victoria | 27-25, 27-29, 20-25, 25-19, 15-13 |

#### Finale
| 18 febbraio 2018 PalaDozza, Bologna Durata: 1h:37 - Spettatori: 5 007 | Imoco | 1 - 3 | AGIL | 17-25, 25-14, 21-25, 23-25 |